# Unió Patriòtica del Kurdistan
La Unió Patriòtica del Kurdistan és un partit polític kurd a Iraq fundat l'any 1975.

## Història
Fou fundat el juny de 1975 després del final de la rebel·lió kurda a Iraq. Pretenia revitalitzar el moviment nacional i dirigir la societat kurda sobre bases democràtiques. El seu líder fou Jalal Talabani, líder estudiantil i periodista, que llavors era delegat del Partit Democràtic del Kurdistan (PDK) a Damasc. El partit va utilitzar la via de la lluita armada quan això fou possible. En formaren part tres sectors, un conservador, un centrista i un tercer clarament d'esquerres; aquest darrer estava representat pel Komala/iraq (Komalay Ranjdaran, Associació d'Obrers) i pels membres kurds del Partit Socialista Iraquià; el procés de formació de l'organització, batejada com Unió Patriòtica del Kurdistan, va durar uns mesos i no es va completar fins a l'estiu del 1976. La bandera del partit és verda amb el segell al centre.
El juny de 1976 el partit va iniciar operacions militars al Kurdistan amb una unitat de 38 homes sota el comandament del capità Ibrahim Azo que va entrar des de Síria; el juliol feia el mateix el PDK, ara anomenat PDK-Lideratge Provisional, dirigit (en absència de Mustafà Barzani que estava als Estats Units en tractament mèdic) per Idris Barzani, Masud Barzani i Sami Abdurrahman. Però la UPK i el PDK-LP es van enfrontar aviat. La iniciativa sembla que fou del PDK-PL que va atacar grups peixmergues de la UPK el juliol de 1976 i després gener i febrer de 1977. L'1 de març del 1977 els dos partits es van reunir per intentar arranjar aquests conflictes, però no hi va haver cap acord concret.
Jalal Talabani, cap de la UPK va decidir contraatacar, però Sami Abdurrahman, un dels principals comandants del partit, es va assabentar d'aquests plans a través d'algunes tribus amb les quals mantenia especials relacions o contactes. Sami havia establert aleshores tres bases a Turquia (Hakkari, Uludesi i Sinarkh) amb permís del govern turc; a la primavera del 1977 Jalal Talabani arribava al Kurdistan, cridat per Ali Askari, el principal comandant de la UPK, que considerava convenient la presència del líder sobre el terreny, i va establir el seu quarter general a Nawkan, a l'oest de Sardasht, a la frontera amb l'Iran. Nawshirwan Mustafà un dels principals comandants de la UPK, fou encarregat de les operacions cap al sud i oest i Ali Askari de les operacions cap al nord. Aquest darrer fou enviat per capturar un important carregament d'armes i municions però va rebre instruccions secretes de Talabani d'atacar pel camí les posicions del PDK en revenja pels anteriors atacs. Askari va desobeir, però aquestes ordes van arribar a mans de Sami Abdurrahman per mitjà d'agents turcs; Sami va ordenar emboscar a Askari que fou sorprès a Baradust el juny; molts dels seus homes van morir i altres foren fets presoners; els que van fugir van haver de rendir-se en gran part als iraquians i foren afusellats o penjats; una columna manada pel seu lloctinent Khalid Said fou també atacada per sorpresa i els seus integrants capturats i executats per orde de Sami. La lluita va seguir el 1978.
Aquestes greus lluites entre la UPK i el PDK van produir la sortida de la UPK del sector socialista dirigit per Rasul Mamand (1 de març de 1979) que va fundar el Moviment Socialista del Kurdistan (MSK). La UPK es va aliar llavors amb el Komala (de l'Iran) el 1979 i el va ajudar en la revolta kurda contra Khomeini. El novembre de 1979 el PDK-Lideratge Provisional readoptava el nom oficial de PDK; aquest partit va lluitar contra els kurds iranians al costat dels khomeinistes mentre la UPK enviava als seus homes a ajudar els rebels iranians en la defensa de Mahabad. La UPK va negociar des de 1980 amb el prestigiós Partit Democràtic del Kurdistan Iranià (PDKI) amb el que va signar l'acord de 1981; però tant el Komala com el PDKI foren derrotats pels khomeinistes amb el suport actiu del rival de la UPK, el Partit Democràtic del Kurdistan (de l'Iraq).
Iniciada la guerra Iran-Iraq, a la meitat de novembre de 1980 diversos grups iraquians van formar el Front Patriòtic i Democràtic de l'Iraq, dirigit contra el govern de Bagdad, integrat per la UPK, el Partit Comunista Iraquià (PCI), el Partit Socialista Unit del Kurdistan (conegut normalment com a Partit Socialista del Kurdistan PSK o Partit Socialista del Kurdistan/Iraq PSKI) i el Partit Baas (sector sirià). La UPK estava satisfeta d'haver apartat al seu rival PDK però el 28 de novembre es formava el Front Democràtic Patriòtic de l'Iraq, integrat pel sector majoritari del PCI, el PDK, la facció del PSK liderada per Rasul Mamand i el PASOK (Partit Socialista del Kurdistan Iraquià). El front encapçalat per la UPK es va descompondre ràpidament doncs tant la part del PCI com la del PSK que li donaven suport eren minoritàries.
El 1982 va formar el Front Nacional Democràtic del Kurdistan entre el PDK, el Partit Comunista Iraquià i el Partit Socialista del Kurdistan; la UPK va formar llavors el Front Nacional i Nacionalista de l'Iraq amb el Partit Baas (sector sirià), el Moviment Socialista Àrab i alguns nacionalistes independents. Entre el juny i l'octubre els iranians van passar a l'ofensiva i van ocupar Hajj Umran (amb suport del PDK), Kala Diza i Panjwin, que de fet van quedar a mans dels kurds (Hajj Umran) o d'aliats iraquians dels iranians (Partit Dawa). A mig estiu del 1982 es va produir l'acord entre els dos partits UPK i PDK per obrir el Kurdistan a tots els grups que hi podrien operar lliurement. Els iranians van atacar a la UPK en revenja pel suport que aquest grup havia donat a la revolta kurda a l'Iran (1979-1981) i aquests atacs van obligar els dirigents de la UPK a retirar-se de la frontera iraniana i acostar-se a les línies iraquianes.
Aquesta situació de pressió per dos costat va obligar a Talabani a negociar. El 1983 Talabani va signar un acord amb el govern de Bagdad però el Partit Demòcrata del Kurdistan (PDK) es va oposar i va iniciar una política orientada a lluitar contra els comunistes i el Partit Socialista del Kurdistan, i s'establia un alto el foc amb Iraq que va poder utilitzar una part de l'exèrcit en el front sud contra Iran. Les forces iranianes van llençar l'operació Alba 4 el 19 d'octubre de 1983 i els iranians i la guerrilla peshmerga de la Unió Patriòtica del Kurdistan van conquerir uns 650 km² de territori exercint una quantitat important de pressió sobre Penjwen. Saddam Hussein va respondre amb un contraatac, utilitzant la Guàrdia Republicana iraquiana i gas verí. No obstant això, no van aconseguir desallotjar els iranians, que estaven atrinxerats i reforçats pels combatents kurds.
El 1984 Talabani va aconseguir de Bagdad un acord generós d'autonomia que no es va poder signar per l'oposició de Turquia. Aquests moviments van motivar la sortida del Komala de la UPK, sent fundat el Partit Comunista de l'Iran (1983). El gener de 1985 Talabani reprenia la guerra i el 1986 els kurds controlaven el territori entre la frontera i una profunditat d'entre 50 i 75 km; el maig de 1986 el PDK ocupava Manjish i assetjava Dohuk i al sus la UPK controlava les muntanyes de Rawanduz fins a Panjwin; la lluita va seguir sense grans canvis fins al 1991.
L'octubre de 1987 la UPK i el PDK es van reconciliar i van signar l'acord de Teheran i poc després (1988) es fundava el Front del Kurdistan Iraquià (Iraq Kurdistan Baray) el primer moviment unitari seriós dels kurds.
El 1991 després de la derrota iraquiana a la guerra del Golf, els kurds van passar a l'ofensiva i van alliberar la major part del Kurdistan, però Saddam Hussein es va refer i amb l'ús massiu de l'aviació i armament químic va poder recuperar els punts principals del Kurdistan i va provocar un èxode de refugiats de prop d'un milió de persones que va impulsar als americans i britànics a establir una zona d'exclusió aèria; les forces iraquianes per no haver de viure assetjats i subjectes a constants atacs i emboscades, es van retirar del Kurdistan que de fet va quedar independent. El PDK va obtenir el control de la part nord-occidental (governacions d'Arbil i Dohuk) i la UPK la part sud-oriental (governació de Sulaymaniyya). Els dos partits van formar un govern regional de coalició i amb altres partits kurds van organitzar unes eleccions per decidir el govern regional que es van celebrar el 19 de maig de 1992.
Els dos partits principals van obtenir prop del 90% dels vots: el PDK amb 437.879 vots (45,3%) i 51 escons fou la força més votada; la UPK el seguia a poca distància amb 423.833 vots (43,8%) i 49 escons. Degut a algunes discussions sobre la votació els dos partits van decidir repartir-se els escons amb 50 cadascun (cap més partit va entrar al Parlament) i es va renovar el govern regional de coalició. Un sector de la UPK encapçalat per Nawshirwan Mustafà era partidària d'anar a l'oposició, però la majoria va optar pel govern de coalició i degut al fracàs de la seva proposta Nustafà es va "exiliar" a Londres on va viure dos anys dedicat a la filosofia i la història; aquest va començar a fer aigües el 1993 i es va trencar el maig de 1994.
El desembre de 1994 la guerra civil esclatava entre els peixmergues (milicians) de la Unió Patriòtica del Kurdistan (UPK) i del Partit Democràtic del Kurdistan (PDK) que va comportar la divisió del país en dues zones; la part administrada per la Unió Patriòtica la formaven les províncies de Sulaimani, Kirkuk i part d'Irbil amb una població de prop de dos milions de persones. Es va formar en aquestes zones una coalició amb el Partit de l'Esforç, el Partit Social Democràtic de Kurdistan, el Partit Conservador, i el Moviment Islàmic. Mustafà va tornar llavors de Londres i va participar en aquest govern. El UPK aviat va aconseguir progressos i prenia el control de la ciutat d'Arbela. Durant dos anys es van fer i trencar diversos acords d'alto el foc. L'estiu del 1996 Masud Barzani va demanar l'ajut de Saddam Hussein i el seu règim baasista, i va expulsar al UPK cap a la frontera de l'Iran. El UPK finalment es reagrupà i amb ajuda iraniana reprenia Silemani i parts de la província d'Arbela. La lluita va durar de manera activa fins al 1996 passant després a una situació de xocs menors i el 25 de novembre de 1997 es va declarar un nou alto-el-foc mantenint-se la línia de demarcació UPK-PDK de 13 d'octubre de 1997 sense canvis, amb Arbela a les mans del PDK. L'acord de Washington del 1988 que va posar fi a les diferències.
El 2003, després de la invasió dels EUA, la UPK va ocupar Kirkuk i en general va augmentar la seva presència fora de l'antic territori. El 30 de gener de 2005 es van celebrar noves eleccions en les quals els dos partits principals van concórrer units sota el nom d'Aliança del Kurdistan (oficialment Aliança Democràtica Patriòtica del Kurdistan) obtenint 1.570.663 vots (89,55%) i 78 diputats (40 del PDK i 38 de la UPK, el total havia pujat a 111). A les eleccions constituents de l'Iraq, el mateix dia, l'Aliança va obtenir 2.175.551 vots (25,73%) i 75 escons (de 275). A les primeres eleccions parlamentàries de l'Iraq el 15 de desembre de 2005, l'Aliança va obtenir més vots (2.642.172) però menys percentatge a caus del'augment de la participació (21,7%) i menys diputats (53 o sigui 22 menys) pel canvi de sistema electoral.
El govern de Coalició va continuar. El 25 de juliol de 2009 es van fer noves eleccions regionals i aquesta vegada el Moviment del Canvi format el 2006 per Nawshirwan Mustafà, escindit de la UPK, es va erigir com una oposició important. L'aliança, ara sota el nom de Llista del Kurdistan, va obtenir 1.076.370 vots (57,34%) i 59 escons (un32,25% menys i 19 escons menys). En les eleccions parlamentàries de l'Iraq del 7 de març la llista del Kurdistan va obtenir 1.681.714 vots (14,59%) amb 43 diputats (10 menys dels quals 8 van anar a la Llista del Canvi).
Amb la llista pel canvi dissolta, en les eleccions regionals iraquianes de 2013 va quedar tercera força amb 18 escons per darrere del Partit Democràtic del Kurdistan amb 38 escons i el Moviment pel Canvi amb 24 escons, i el govern de Coalició va continuar, encapçalat per Masoud Barzani, 
Després del Referèndum sobre la independència del Kurdistan iraquià de 2017, el primer ministre de l'Iraq, Haider al-Abadi va demanar "cancel·lar" el resultat del referèndum i va demanar iniciar un diàleg dins "el marc de la constitució". Les forces iraquianes i les Forces de Movilització Popular assaltaren la ciutat de Kirkuk i la seva província el 15 d'octubre de 2017. Davant la negativa de la coalició internacional d'intervenir, els Peixmerga van retirar-se, i el 18 d'octubre de 2017, la presa de Mossul i altres territoris circumdants van caure en mans de l'exèrcit iraquià, i Barzani va dimitir l'1 de novembre
A la mort de Jalal Talabani el 2017 el partit no va celebrar un congrés per escollir un nou líder per les rivalitats internes. A les Eleccions legislatives iraquianes de 2018, liderat per Kosrat Rasul Ali va obtenir 18 representants. Rasul Ali fou escollit líder del consell polític suprem en desembre de 2019 i en febrer de 2020 el partit va adoptar un co-lideratge dels cosins Lahur Talabani i Bafel Talabani. A les Eleccions legislatives iraquianes de 2021 va treure 16 representants. El 2022 Bafel Talabani va quedar com a únic president amb la destitució del seu cosí.

## Resultats electorals

### Eleccions legislatives
| Any  | Líder            | Vots    | %      | Escons   | +/- |
| ---- | ---------------- | ------- | ------ | -------- | --- |
| 1992 | Jalal Talabani   | 423,833 | 43.8%  | 49 / 100 | Nou |
| 2005 | Jalal Talabani   | –       | –      | 38 / 111 | 11  |
| 2009 | Barham Salih     | –       | –      | 25 / 111 | 13  |
| 2013 | Barham Salih     | 350,500 | 24.21% | 24 / 111 | 1   |
| 2018 | Kosrat Rasul Ali | 319,219 | 20.5%  | 21 / 111 | 3   |
| 2024 |                  | 408,141 | 21.77% | 23 / 100 | 2   |